# Aleksander Ochocki

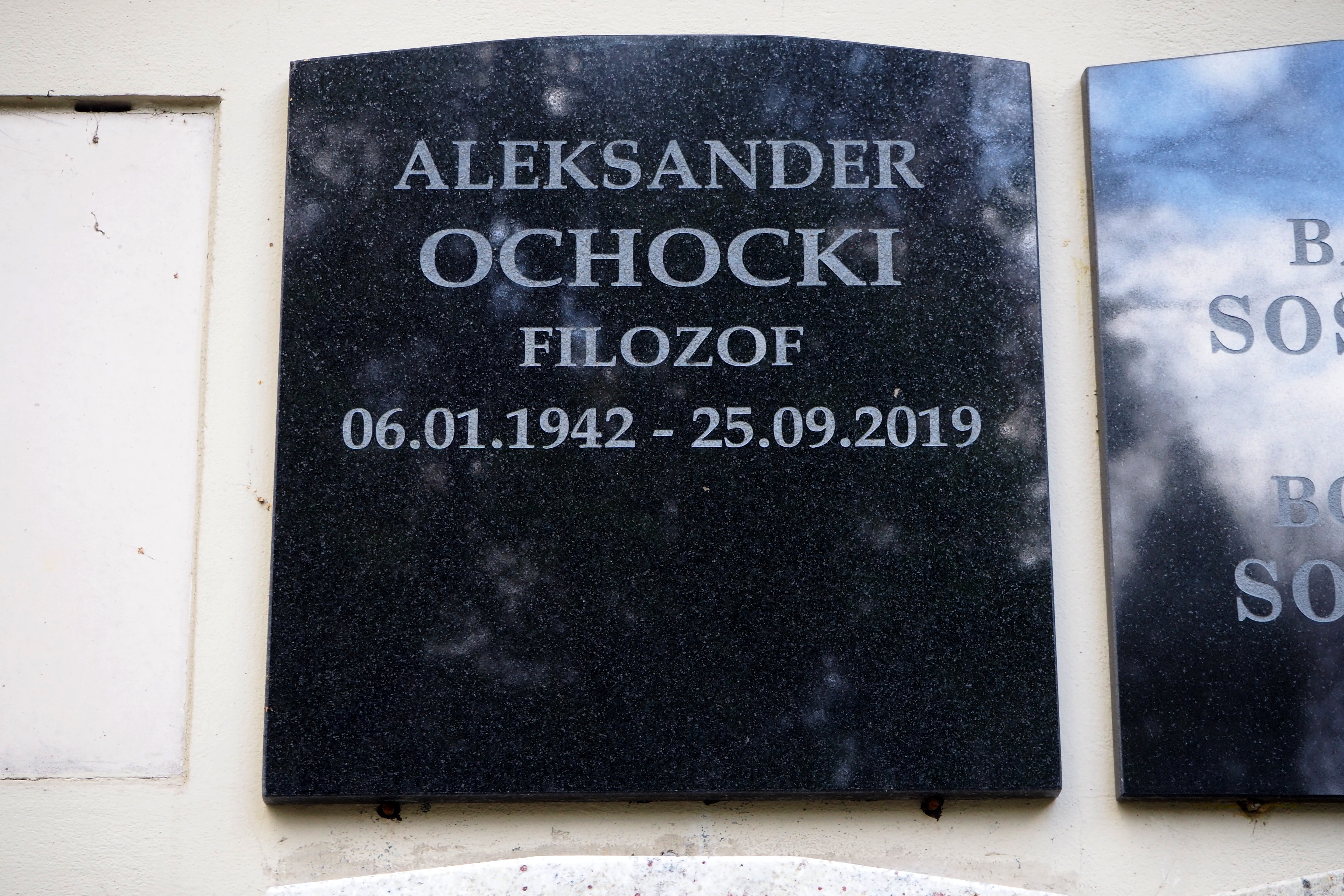
Grób filozofa Aleksandra Ochockiego na Cmentarzu ewangelicko-reformowanym w Warszawie

Aleksander Mariusz Ochocki (ur. 6 stycznia 1942 w Wilnie, zm. 25 września 2019) – polski filozof, profesor zwyczajny w Akademii Teatralnej w Warszawie i w Instytucie Filozofii Uniwersytetu Warszawskiego, gdzie pełnił funkcję kierownika Zakładu Filozofii Społecznej, a od 2008 do 2012 r. dyrektora Instytutu. Od 6 lutego 2010 r. do 22 lutego 2012 r. pełnił funkcję prezesa Polskiego Towarzystwa Hegla i Marksa. Pochowany na cmentarzu ewangelicko-reformowanym w Warszawie (kolumbarium CIII-2-7).

## Prace
- Problem alienacji estetycznej u Marksa (1964);
- Dialektyka i historia: człowiek i praca w twórczości Karola Marksa (1980);
- Lenin – filozofia wojny domowej (1991);
- Kryzys i filozofia (1993);
- Filozofia i burze dziejowe (2001);
- Trzy opery, czyli podmiotowość komiczna (2003).

### Opracowania, redakcje i tłumaczenia
- Wybrane teksty marksistowskie do nauczania filozofii, socjologii, ekonomii politycznej i nauki o polityce (opracowanie):
  - tom 1: Filozofia (1988);
  - tom 2: Socjologia (1988);
  - tom 3: Ekonomia polityczna (1988);
  - tom 4: Nauka o polityce (1989);
- Ulrich Beck, Europa kosmopolityczna: społeczeństwo i polityka w drugiej nowoczesności (2009);
- Johann Gottlieb Fichte, Zamknięte państwo handlowe i  inne pisma (1996);
- Zygmunt Freud, Człowiek imieniem Mojżesz a religie monoteistyczne (1994);
- Zygmunt Freud, Pisma społeczne (1998);
- Georg Wilhelm Friedrich Hegel, Ustrój Niemiec i inne pisma polityczne (1994).